# انجمن تغذیه بریتانیا
انجمن تغذیهٔ بریتانیا (به انگلیسی: British Dietetic Association) یک اتحادیه صنفی برای رژیم‌شناسان در بریتانیا است. این اتحادیه در سال ۱۹۳۶ تأسیس شد و در سال ۱۹۸۲ به یک اتحادیه دارای مجوز تبدیل شد. این سازمان وابسته به کنگرهٔ اتحادیه‌های صنفی و کنگرهٔ اتحادیه‌های صنفی اسکاتلند است.

## تاریخچه رژیم‌شناسی و انجمن تغذیهٔ بریتانیا
علم تغذیهٔ مدرن برای اولین بار در اواسط قرن نوزدهم بنیانگذاری شد، زمانی که فلورانس نایتینگل در دوران پرستاری خود در جنگ کریمه، اهمیت رژیم غذایی و تغذیه را در جنگ مشاهده کرد.
پس از ظهور اولین متخصصان تغذیه در ایالات متحده در آغاز قرن بیستم، اولین متخصصان تغذیه در بریتانیا از خواهران پرستار بودند که در آن زمان در بیمارستان‌ها کار می‌کردند. بیمارستان سلطنتی ادینبرو اولین بیمارستانی بود که در سال ۱۹۲۴ بخش تغذیه را راه‌اندازی کرد. این بیمارستان حدود ده سال پس از ایجاد بخش تغذیه، اولین دورهٔ دیپلم تغذیه را راه‌اندازی کرد.
در این مدت، انجمن تغذیهٔ بریتانیا تشکیل شد و اولین جلسهٔ آنها در ۲۴ ژانویه ۱۹۳۶ در بیمارستان سنت توماس لندن برگزار شد. اولین رئیس، مارجری آبراهامز بود. از آن زمان، انجمن تغذیهٔ بریتانیا به یک سازمان معتبر و ارزشمند بین‌المللی تبدیل شده است.